# Jelení studánka
Jelení studánka je název pro vydatný pramen vody na jihovýchodním úbočí Jeleního hřbetu v Hrubém Jeseníku v okrese Bruntál. Odtékající voda tvoří Stříbrný potok, jež je zdrojnicí Podolského potoka ústícího do Moravice u Velké Štáhle.

## Využití
Místo je křižovatkou turistických cest, na hlavní hřebenovou trasu ze sedla Skřítek se zde napojují výstupové trasy z Rýmařova a Vernířovic. U studánky stojí kamenná bouda – útočiště pro turisty v případě nepříznivého počasí.

## Příroda
Jelení studánka leží na území nově vyhlášené přírodní rezervace Břidličná. V okolí studánky roste řada zajímavých horských rostlin – hvozdík pyšný, náholník jednoúborný, podbělice alpská, violka žlutá sudetská a jiné.